# Finale Europacup I 1981
De finale van de Europacup I van het seizoen 1980/81 werd gehouden op 27 mei 1981 in het Parc des Princes in Parijs. Voor de vijfde keer op rij stond er een Engelse club in de finale. Tweevoudig winnaar Liverpool nam het op tegen recordhouder Real Madrid. De Spanjaarden konden voor zevende maal de beker met de grote oren veroveren, maar verloren met 1–0. Liverpool-coach Bob Paisley werd de eerste trainer die de trofee drie keer wist te winnen.

## Finale
Door een dispuut in verband met tv-advertenties werd Liverpool enkele uren voor de aftrap verplicht om het Umbro-logo op het shirt te verbergen. Derhalve speelden de Liverpool-spelers de finale met een witte sticker op het shirt.

### Wedstrijd
|                           |                |       |             |                                                                                          |
| 27 mei 1981 20:15 (UTC+2) | Liverpool FC   | 1 – 0 | Real Madrid | Parc des Princes, Parijs Toeschouwers: 48.360 Scheidsrechter: Károly Palotai (Hongarije) |
| 27 mei 1981 20:15 (UTC+2) | A. Kennedy 82' |       |             | Parc des Princes, Parijs Toeschouwers: 48.360 Scheidsrechter: Károly Palotai (Hongarije) |

| Liverpool | Real Madrid |

| Liverpool FC: |    |                 |     |
|               |    |                 |     |
| GK            | 1  | Ray Clemence    |     |
| RB            | 2  | Phil Neal       |     |
| CB            | 4  | Phil Thompson   |     |
| CB            | 6  | Alan Hansen     |     |
| LB            | 3  | Alan Kennedy    | 29' |
| RM            | 4  | Sammy Lee       |     |
| CM            | 10 | Terry McDermott |     |
| CM            | 11 | Graeme Souness  |     |
| LM            | 5  | Ray Kennedy     |     |
| CF            | 7  | Kenny Dalglish  | 85' |
| CF            | 9  | David Johnson   |     |
| Invallers:    |    |                 |     |
| MF            | 12 | Jimmy Case      | 85' |
| GK            | 13 | Steve Ogrizovic |     |
| DF            | 14 | Colin Irwin     |     |
| DF            | 15 | Richard Money   |     |
| FW            | 16 | Howard Gayle    |     |
| Coach:        |    |                 |     |
| Bob Paisley   |    |                 |     |

| Real Madrid:   |    |                        |     |
|                |    |                        |     |
| GK             | 1  | Augustín Rodríguez     |     |
| RB             | 2  | Rafael García Cortés   | 87' |
| CB             | 5  | Andrés Sabido          |     |
| CB             | 10 | Antonio García Navajas |     |
| LB             | 3  | José Antonio Camacho   |     |
| CM             | 6  | Vicente del Bosque     |     |
| CM             | 4  | Uli Stielike           | 59' |
| CM             | 8  | Ángel de los Santos    |     |
| RW             | 7  | Juanito                |     |
| CF             | 9  | Santillana             |     |
| LW             | 11 | Laurie Cunningham      |     |
| Invallers:     |    |                        |     |
| GK             |    | Miguel Ángel González  |     |
| DF             |    | Isidoro San José       |     |
| MF             |    | Ángel                  |     |
| MF             |    | García Hernández       |     |
| MF             | 16 | Francisco Pineda       | 87' |
| Coach:         |    |                        |     |
| Vujadin Boškov |    |                        |     |